# Albert Miralles
Pour les articles homonymes, voir Miralles.
Albert Miralles (né le 14 mai 1982 à Barcelone) est un joueur espagnol de basket-ball, évoluant au poste de pivot.

## Carrière
Albert Miralles commence sa carrière professionnelle à la Joventut Badalona. Il est sélectionné par les Raptors de Toronto lors de la draft 2004 au 40e rang. Le Heat de Miami acquièrent ses droits en échange des droits de Pape Sow (47e de la draft cette année-là) et un second tour de draft 2005 du Heat.
Ses droits sont détenus actuellement par les Celtics de Boston qui les ont obtenus lors du transfert d'Antoine Walker en 2005.
Albert Miralles a porté le maillot de la Virtus Bologne, de Roseto et Vertical Vision Cantu. De 2005 à 2009, il joue avec Pamesa Valencia. En 2009, il rejoint l'équipe de San Sebastián. Il part ensuite en Italie au Pallacanestro Biella et rejoint, en 2012, l'ALBA Berlin.